# Cedestis exiguata
Cedestis exiguata is een vlinder uit de familie van stippelmotten (Yponomeutidae). De soort komt voor in Japan.
De spanwijdte is ongeveer 11 millimeter.